# Olympische Sommerspiele 1896/Leichtathletik – 800 m (Männer)
Der 800-Meter-Lauf der Männer bei den Olympischen Spielen 1896 wurde am 6. und 9. April 1896 im Panathinaiko-Stadion in Athen ausgetragen. Nach Angaben aus der unten genannten Webseite SportsReference nahmen neun Sportler aus sechs Nationen teil, nach der unten aufgeführten Literatur von Ekkehard zur Megede waren es acht Läufer aus fünf Nationen. Im Panathinaiko-Stadion hatten die Athleten für die Strecke von 800 Metern etwas mehr als zwei Runden zu laufen. Es gab dabei keine Bahnen, welche die Läufer voneinander trennten.

## Rekorde
Der aufgeführte Weltrekord war damals noch inoffiziell. Erzielt wurde er über 880 Yards, das entspricht 804,672 Metern.
| Weltrekord | Charles Kilpatrick ( USA) | 1:53,4 min | New York, USA | 21. September 1895 |

Der folgende olympische Rekord wurde während des Wettbewerbs aufgestellt:
| Olympischer Rekord | Teddy Flack ( AUS) | 2:10,0 min | 6. April 1896, 1. Vorlauf |

## Zeitplan
| Datum                | Runde    |
| -------------------- | -------- |
| Montag, 6. April     | Vorläufe |
| Donnerstag, 9. April | Finale   |

## Ergebnisse

### Vorläufe
6. April 1896
Die Vorrunde war aufgeteilt in zwei Läufe. Die zwei Bestplatzierten eines jeden Vorlaufs – hellgrün unterlegt – qualifizierten sich für das Finale. Die Vorläufe fanden am 6. April 1896 statt.
Wie bei vielen anderen Wettbewerben auch finden sich unterschiedliche Ergebnisdarstellungen in den verschiedenen unten genannten Quellen. Zum Vergleich sind in den aufgeführten Tabellen die Resultate gegenübergestellt.

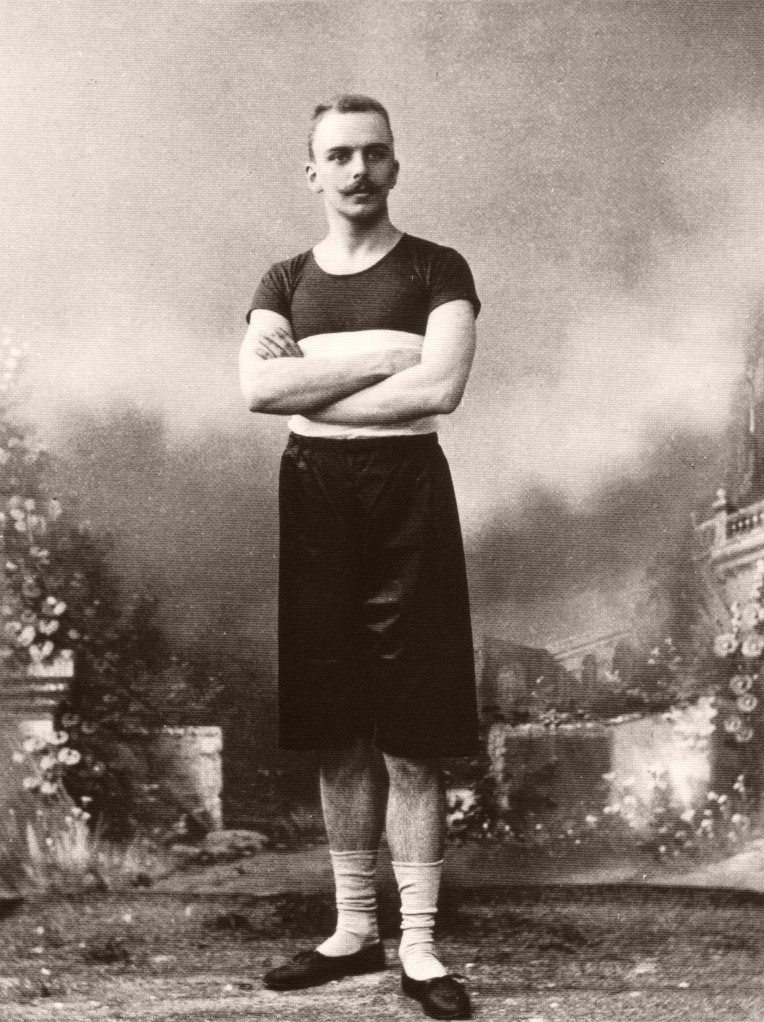
Fritz Traun schied wie über 100 Meter im Vorlauf aus – fünf Tage nach dem Vorlauf wurde er Olympiasieger im Tennis, Herren Doppel

Vorlauf 1
| Platz | Name                  | Land | Zeit       |    |
| ----- | --------------------- | ---- | ---------- | -- |
| 1     | Teddy Flack           | AUS  | 2:10,0 min | OR |
| 2     | Nándor Dáni           | HUN  | 2:11,8 min |    |
| 3     | Friedrich Adolf Traun | GER  | 2:13,4 min |    |
| 4     | George Marshall       | GBR  | unbekannt  |    |

| Platz | Name                  | Land | Zeit       |           |
| ----- | --------------------- | ---- | ---------- | --------- |
| 1     | Teddy Flack           | AUS  | 2:10,0 min | OR        |
| 2     | Nándor Dáni           | HUN  | 2:11,4 min | geschätzt |
| 3     | Friedrich Adolf Traun | GER  | 2:14,0 min | geschätzt |
| 4     | Frantz Reichel        | FRA  | unbekannt  |           |

Vorlauf 2
| Platz | Name                  | Land | Zeit       |  |
| ----- | --------------------- | ---- | ---------- |  |
| 1     | Albin Lermusiaux      | FRA  | 2:16,0 min |  |
| 2     | Dimitrios Golemis     | GRE  | 2:16,8 min |  |
| 3     | Georges de la Nézière | FRA  | unbekannt  |  |
| 4     | Angelos Fetsis        | GRE  | unbekannt  |  |
| 5     | Dimitrios Tomprof     | GRE  | unbekannt  |  |

| Platz | Name              | Land | Zeit       |           |
| ----- | ----------------- | ---- | ---------- | --------- |
| 1     | Albin Lermusiaux  | FRA  | 2:16,6 min |           |
| 2     | Dimitrios Golemis | GRE  | 2:16,6 min | geschätzt |
| 3     | Angelos Fetsis    | GRE  | unbekannt  |           |
| 4     | Dimitrios Tomprof | GRE  | unbekannt  |           |
| –     | Kurt Doerry       | GER  | DNS        |           |

### Finale
9. April 1896
Zum Rennen traten nur drei der vier Läufer mit Startberechtigung an. Der für das Finale qualifizierte Franzose Albin Lermusiaux verzichtete auf den Start, um sich für das am nächsten Tag folgende Marathonrennen zu schonen.
Von Beginn an bestimmte der Australier Teddy Flack – korrekter Name eigentlich Edwin Flack – das Tempo. Seine 400-Meter-Zwischenzeit betrug 65,5 Sekunden. Der Grieche Dimitrios Golemis verlor schon sehr bald den Kontakt zu seinen beiden Gegnern und lief weit hinterher. Der Ungar Nándor Dáni jedoch ließ sich erst in der entscheidenden Phase abschütteln. Mit einer knappen Sekunde Vorsprung wurde Flack so schon zum zweiten Mal Olympiasieger nach seinem Erfolg zwei Tage zuvor über 1500 Meter. Seinen olympischen Rekord aus dem Vorlauf verfehlte er um genau eine Sekunde.
Für das Finale gibt es in allen hier verwendeten Quellen übereinstimmende Angaben.
| Platz | Name              | Land | Zeit       |           |
| ----- | ----------------- | ---- | ---------- | --------- |
| 1     | Teddy Flack       | AUS  | 2:11,0 min |           |
| 2     | Nándor Dáni       | HUN  | 2:11,8 min |           |
| 3     | Dimitrios Golemis | GRE  | 2:28,0 min | geschätzt |
| –     | Albin Lermusiaux  | FRA  | DNS        |           |

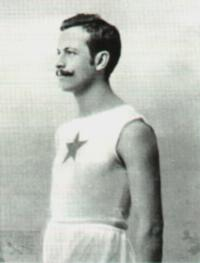
Der ungarische Olympiazweite Nándor Dáni
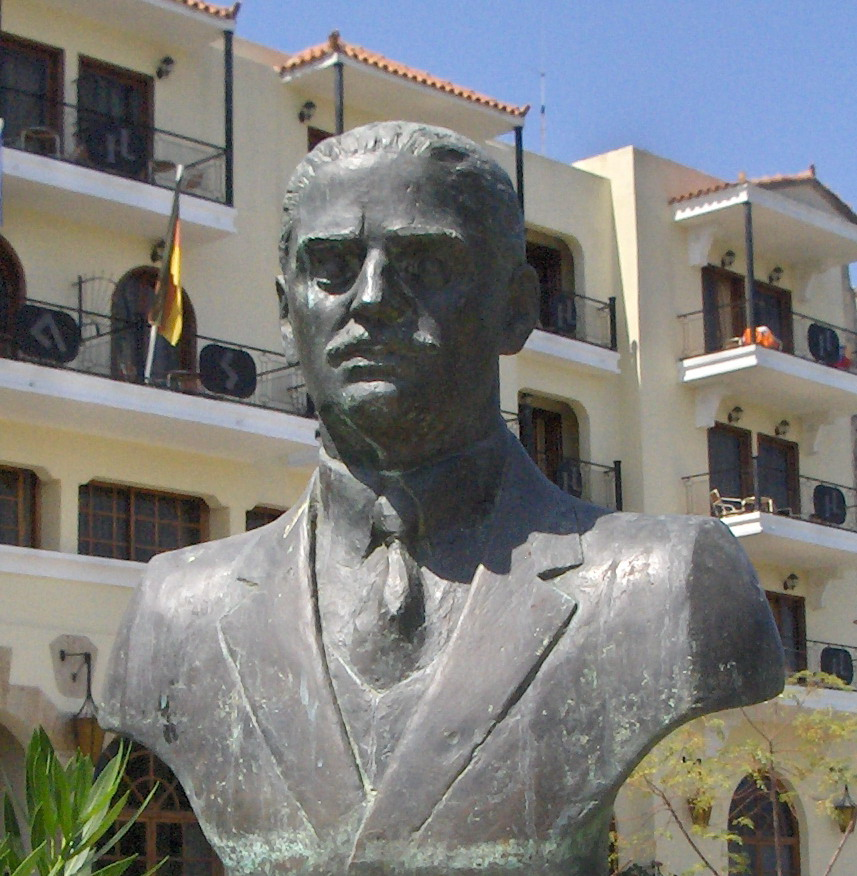
Dimitrios Golemis – hier eine Erinnerungsstatue in Lefkada, Griechenland – erreichte Platz drei
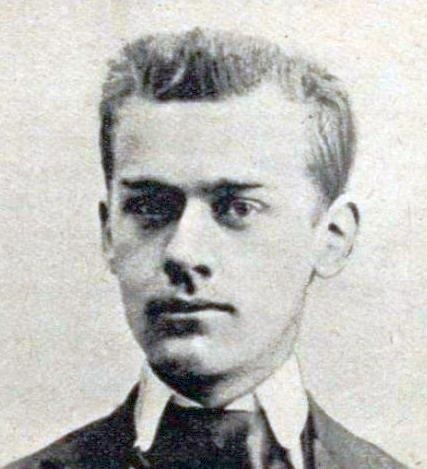
Albin Lermusiaux, zwei Tage zuvor Dritter über 1500 Meter, verzichtete im 800-Meter-Finale auf einen Start